# جغرافيا موزمبيق

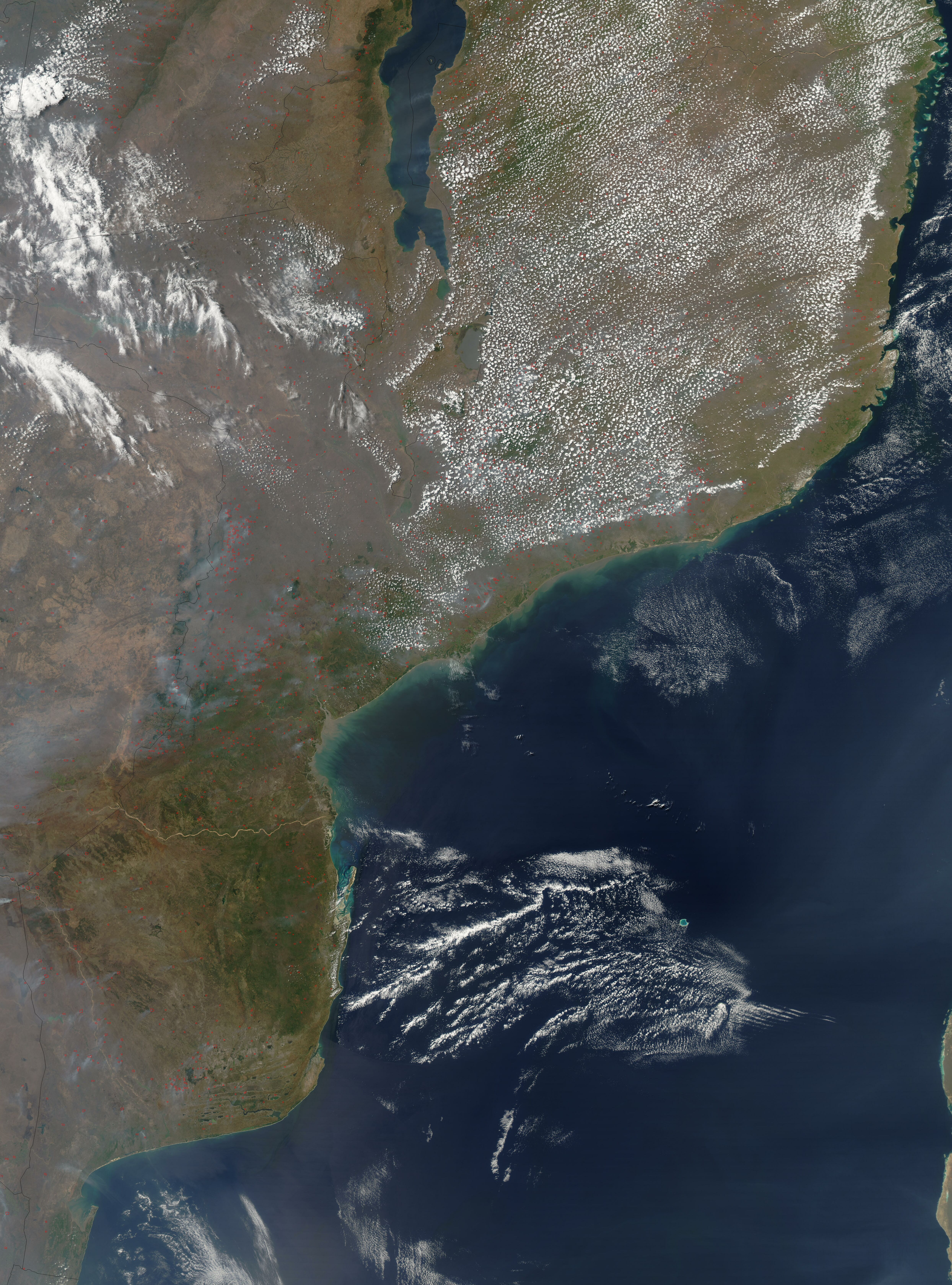
صورة فضائية للموزمبيق

أرض موزمبيق تأخد شكل مستطيل غير منظم الأضلاع، أطول أضلاعه الجبهة الساحلية في الشرق وتطل على المحيط الهندي بطول يجاوز ألفي كيلومتر، وتبدأ بسهول ساحلية عريضة تشكل خمسي مساحتها ويخترقها العديد من الأنهار التي تنتهي مصابها في المحيط الهندي منها نهر الزمبيري، ونهر ليمبوبو، ونهر بنجوي، ونهر بوزي، ونهر سابي (سافي)، ويشكل نهر روفوما الحدود الشمالية بينها وبين تنزانيا، وترتفع أرض موزمبيق بالاتجاه نحو الغرب.

## المناخ
مناخ موزمبيق حار رطب لاسيما القسم الساحلي،ٍ ويزيد من حرارته مرور تيار موزمبيق بسواحلها الطويلة، وتغزر الأمطار في الجنوب، ومعظمها يسفط في الصيف الجنوبي ،وتقل الحرارة على المرتفعات الداخلية.